# Le Trésor de Rackham le Rouge
Vous lisez un « bon article » labellisé en 2021.
Le Trésor de Rackham le Rouge est un album de bande dessinée, le douzième des Aventures de Tintin, créées par le dessinateur belge Hergé. Il constitue la deuxième partie d'un diptyque qui commence avec Le Secret de La Licorne, dont il est le prolongement.
L'histoire est d'abord publiée quotidiennement en noir et blanc dans le journal Le Soir, du 19 février au 23 septembre 1943, pendant l'occupation allemande de la Belgique. L'album en couleurs paraît en novembre 1945, après la Libération.
Dans la lignée de l'enquête policière que constituait Le Secret de La Licorne, cette aventure témoigne de la science du récit d'Hergé, qui développe son album à partir d'une intrigue plutôt mince, reposant uniquement sur le thème de la recherche d'un trésor. De nombreuses références à des œuvres majeures du genre apparaissent dans l'album, principalement L'Île au trésor de Robert Louis Stevenson. Sur le plan graphique, Le Trésor de Rackham le Rouge est salué par la critique et Hergé y réalise notamment l'un de ses dessins favoris, lorsque les personnages principaux accostent sur l'île dont on suppose qu'elle renferme le trésor.
L'album marque de plus une étape importante dans les Aventures de Tintin, Hergé achevant de mettre en place une « famille de papier » autour de son héros. L'album est en effet marqué par l'entrée du professeur Tournesol dans la série, tandis qu'après avoir découvert que le château de Moulinsart appartenait à son ancêtre, le capitaine Haddock parvient à en faire l’acquisition pour s'y installer définitivement, grâce à l’argent gagné par le professeur Tournesol avec la vente du brevet de son sous-marin.
Le film Les Aventures de Tintin : Le Secret de La Licorne, réalisé par Steven Spielberg (2011), est en partie adapté de l'album.

## L'histoire

### Résumé

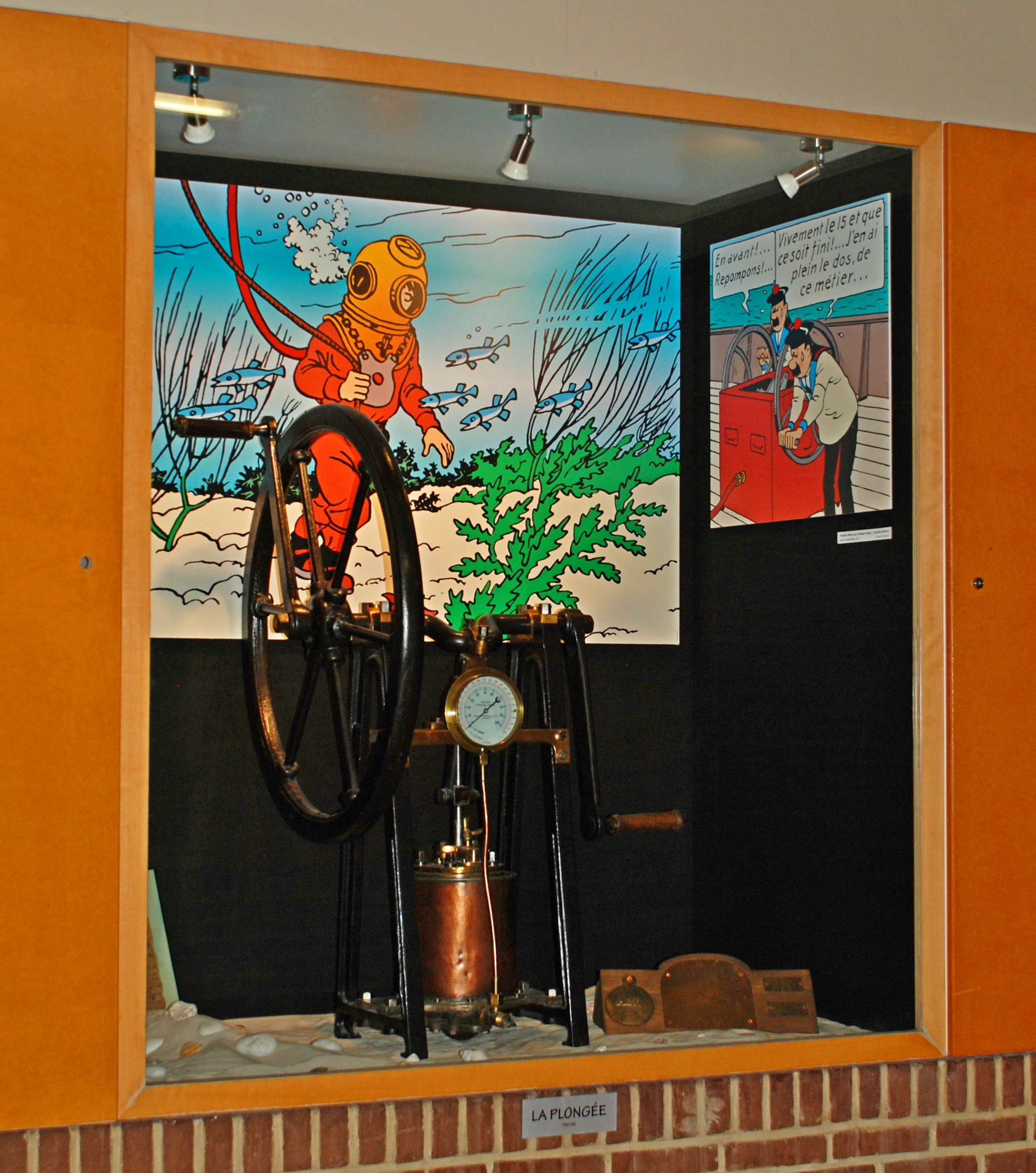
Deux scènes de l'album illustrant la plongée dans les couloirs du Centre sportif de Blocry à Louvain-la-Neuve.

Cet album est la suite du Secret de La Licorne, avec lequel il forme un diptyque. À la fin de cette aventure, les héros avaient découvert, en réunissant trois parchemins, les coordonnées géographiques de l'île où s'était réfugié le chevalier François de Hadoque, après le naufrage de La Licorne. Convaincus que le trésor du pirate Rackham le Rouge est au fond de la mer entourant cette île, Tintin et le capitaine Haddock s'apprêtent à embarquer sur le chalutier Sirius, pour tenter de le retrouver. Malgré leurs précautions, l'affaire est ébruitée dans la presse et de nombreux individus, se prétendant descendants du pirate, rendent visite à Tintin pour réclamer leur part du butin. Rapidement chassés par le capitaine, ils cèdent la place aux détectives Dupond et Dupont, puis à un inventeur farfelu et dur d'oreille, le professeur Tournesol, qui leur propose d'embarquer un modèle de sous-marin de son invention, qui leur permettrait de plonger sans craindre les attaques de requins.
Tintin, le capitaine et les Dupondt suivent le savant à son domicile, mais ne sont pas intéressés par l'appareil, manifestement peu solide. Bien que Tintin explique son désintérêt à l'inventeur, ce dernier n'entend rien à la conversation et propose de fabriquer un nouveau modèle.

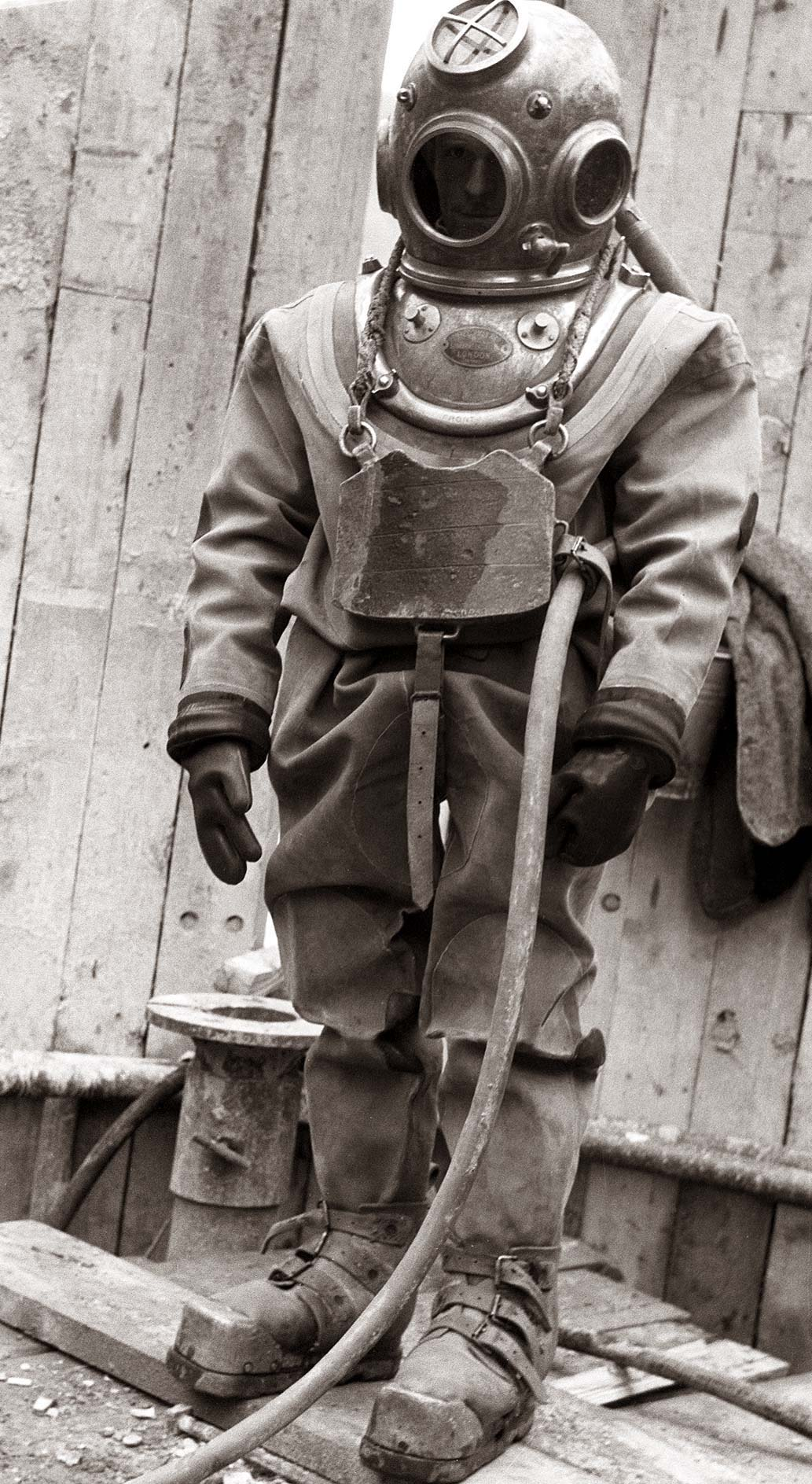
Un scaphandrier yougoslave, en 1958. Photo : Jože Gal.

Une série d'évènements menace l'expédition du Sirius : Maxime Loiseau, l'un des malfaiteurs de l'album précédent, s'est évadé de prison et a été aperçu rodant près du bateau, tandis que le capitaine Haddock craint l'arrivée d'un malheur après avoir brisé un miroir dans le magasin où il achetait un scaphandre avec Tintin. Les Dupondt reçoivent l'ordre d'embarquer à bord du Sirius et d'assurer la protection de l'expédition. Le navire finit par lever l'ancre.
Dans les jours qui suivent, l'équipage découvre avec stupeur que Tournesol a embarqué clandestinement et a transbordé, dans les cales du navire, les pièces détachées de son sous-marin, en lieu et place des caisses de whisky du capitaine. Le voyage se déroule sans incident majeur mais, dans un premier temps, l'île est introuvable, malgré la justesse du calcul des coordonnées. Tintin comprend alors que l'erreur vient du changement de méridien origine entre leur époque et celle du chevalier de Hadoque : les coordonnées étaient autrefois calculées à partir du méridien de Paris (et non celui de Greenwich),.
Ayant corrigé leur trajectoire, les héros arrivent sur l'île et se lancent dans son exploration. Ils découvrent un totem représentant le chevalier. Les plongées débutent et Tintin, avec l'aide du sous-marin en forme de requin de Tournesol, parvient à localiser l'épave de La Licorne. Les recherches tiennent d'abord toutes leurs promesses car des pièces très rares datant du XVIIe siècle, comme une croix en or, un sabre d'abordage ou des bouteilles de rhum, sont remontées à la surface. Un coffret est même découvert, mais il ne contient que de vieux parchemins, que Tournesol se propose de déchiffrer. Les recherches se poursuivent, sans résultat. Après avoir remonté la figure de proue de La Licorne, Tintin et le capitaine décident de rentrer en Europe.
Peu après leur retour, Tournesol fait une découverte stupéfiante : les parchemins révèlent que le château de Moulinsart était autrefois la propriété du chevalier de Hadoque, qui l'avait reçu de Louis XIV. Tournesol propose au capitaine d'utiliser l'argent de la vente du brevet de son sous-marin pour acquérir le château. Une fois Moulinsart en leur possession, Tintin et le capitaine trouvent dans la cave un mystérieux globe terrestre en pierre. Tintin, qui se remémore le message des trois parchemins de La Licorne, réalise soudain que celui-ci renferme le trésor.

### Lieux visités

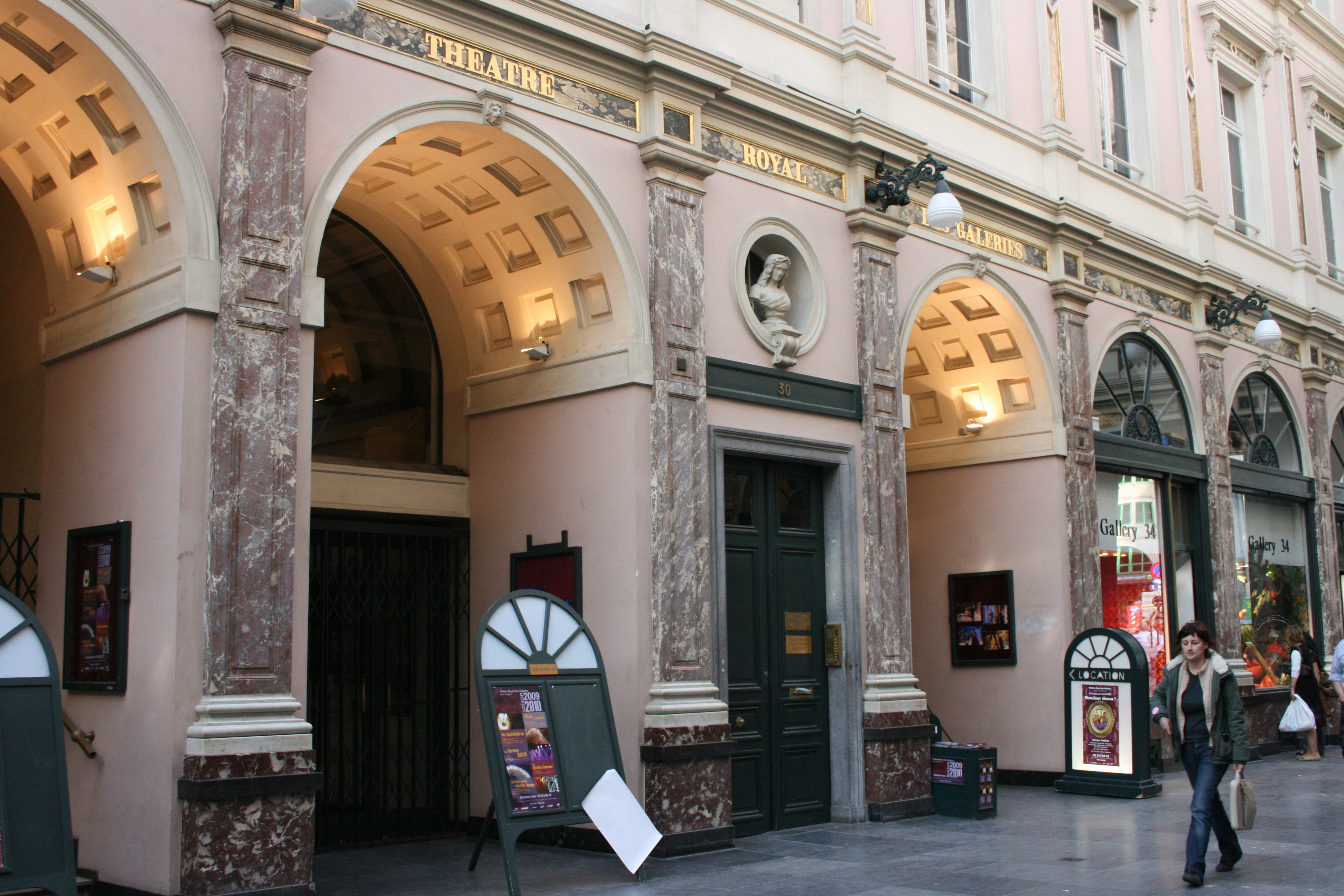
S'il n'est pas représenté, le Théâtre royal des Galeries est cité dans l'album.

L'album s'ouvre au café À l'ancre, dans un port indéterminé mais probablement belge. C'est d'ailleurs l'une des rares scènes de café dessinées dans la série. Dans la première partie de l'album, qui précède l'embarquement, Tintin et le capitaine évoluent donc entre ce port et une ville qui n'est pas nommée, mais qui se rapproche de Bruxelles ainsi qu'en témoignent les références qui sont glissées dans le récit, comme celle au Théâtre royal des Galeries.

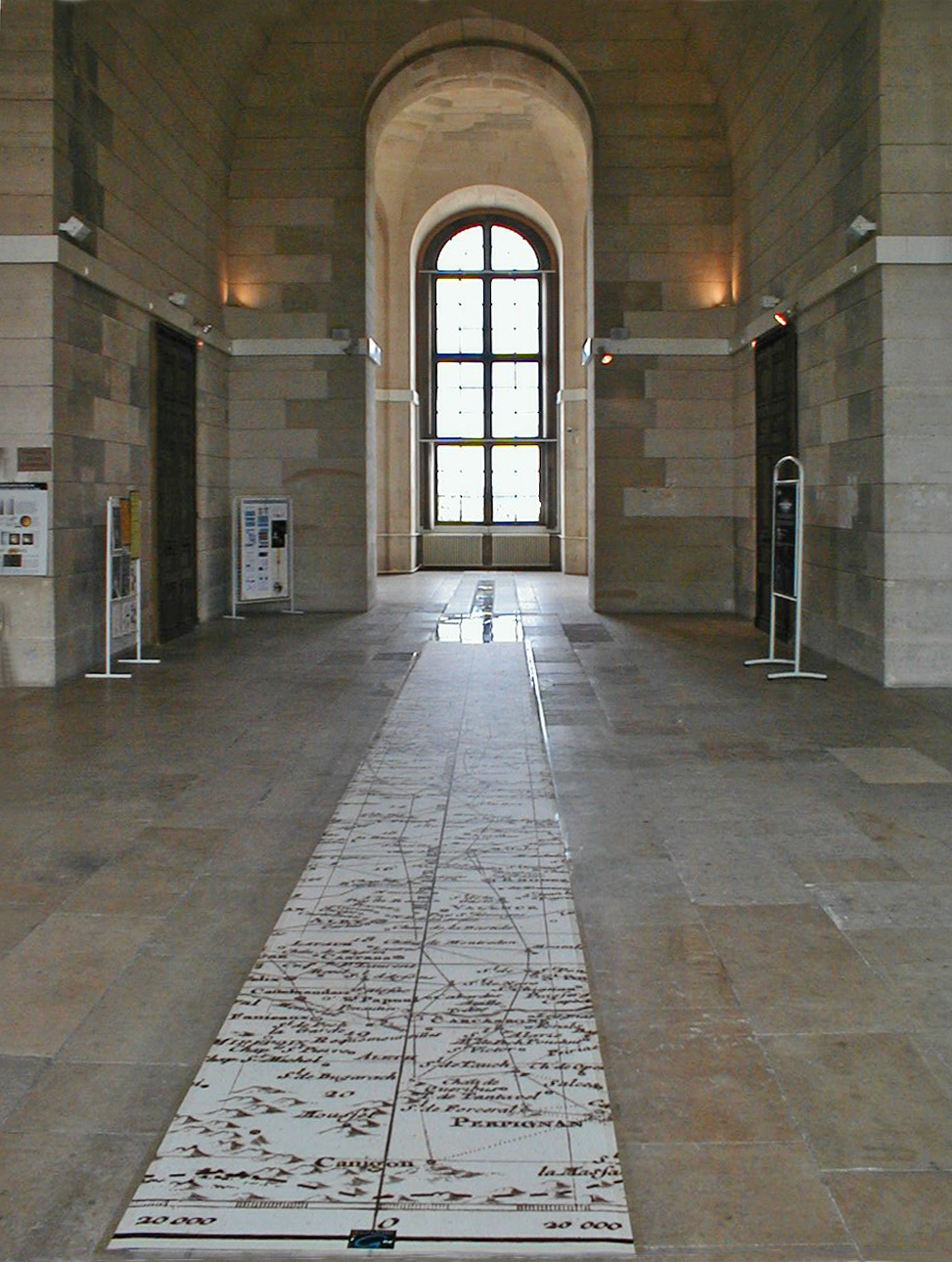
Le méridien de Paris tracé au sol, dans la salle méridienne de l'Observatoire de Paris.

À la fin du Secret de La Licorne, Tintin avait découvert les coordonnées géographiques où le trésor est supposément enfoui en superposant les trois parchemins écrits de la main du chevalier François de Hadoque. Elles indiquent une position de 20° 37' 42" de latitude nord et 70° 52' 15" de longitude ouest à partir du méridien de Paris,. Hergé commet un certain nombre d'anachronismes : à l'époque du naufrage de La Licorne, le chevalier n'aurait jamais pu calculer des coordonnées géographiques aussi précises, faute d'instruments. De même, l'utilisation du méridien de Paris comme méridien d'origine n'est décidée qu'à partir de 1792, soit un siècle après le naufrage de La Licorne, un temps où l'on utilisait encore le méridien de Ferro.
Par ailleurs, le site réel de cette île au trésor imaginaire se trouvant à une profondeur de 5 065 mètres, il est théoriquement impossible d'explorer l'épave de La Licorne ainsi que le font Tintin et le capitaine. La majeure partie de l'intrigue se déroule donc sur cette île ou ses abords. En y posant le pied, les héros découvrent une île recouverte d'une jungle luxuriante, peuplée de perroquets. Malgré les différentes reliques attestant du séjour du chevalier de Hadoque en ce lieu, le trésor reste introuvable. Il sera finalement découvert en Belgique, dans la crypte du château de Moulinsart, que vient d'acquérir le capitaine et où se déroulent les derniers épisodes de l'aventure.

## Création de l'œuvre

### Contexte d'écriture

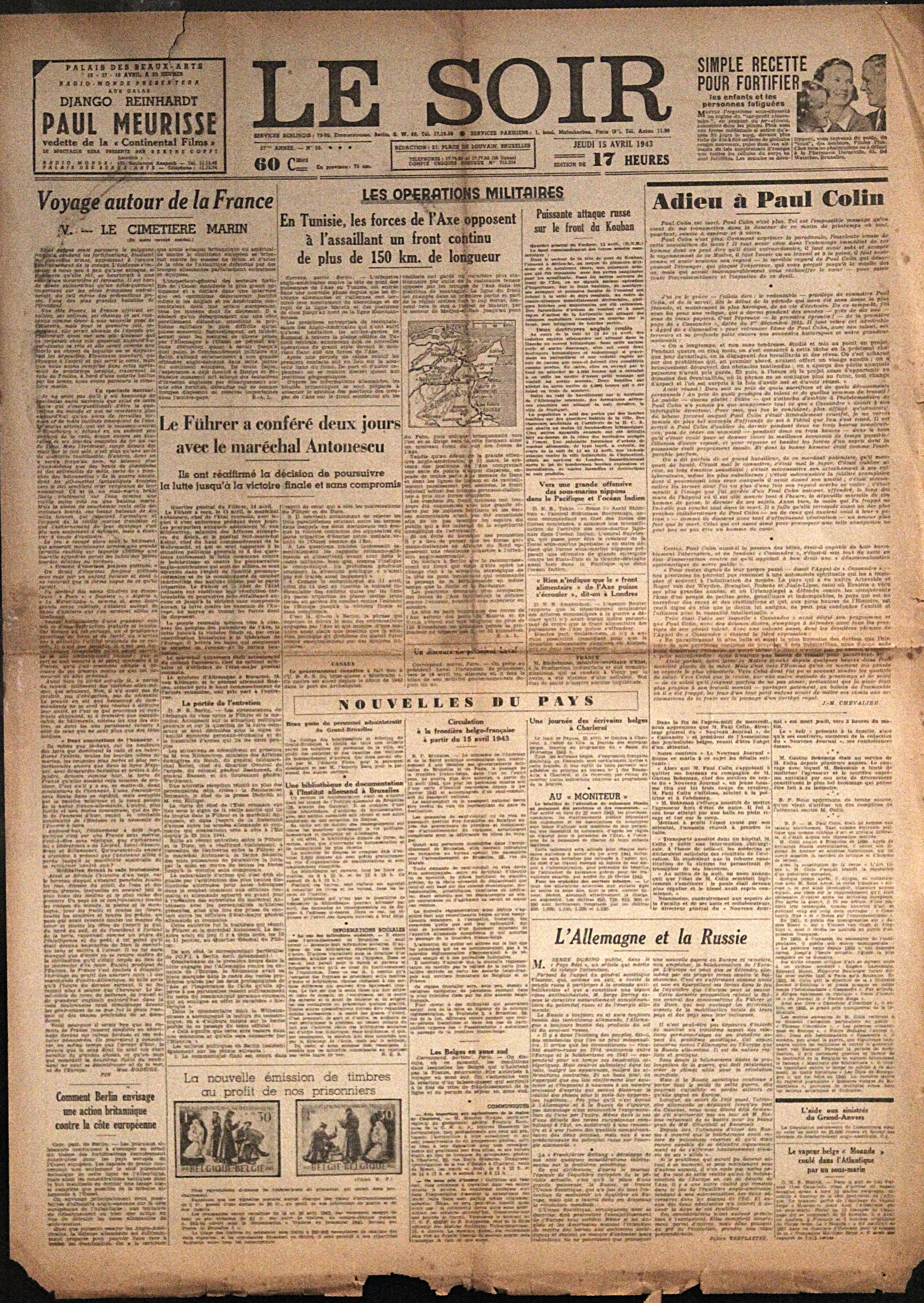
Le Soir (ici du 15 avril 1943) dans lequel parait l'histoire du Trésor de Rackham le Rouge.

La Belgique subit l'occupation de son territoire par l'Allemagne depuis le 28 mai 1940, mais d'un point de vue artistique, ce contexte de guerre constitue un certain « âge d'or » de la création. Pour Hergé comme pour de nombreux artistes et écrivains, c'est le temps de « l'accomodation » qui commence et cette période est particulièrement prolifique, comme le révèlent « la qualité, la richesse et l'abondance de leur travail ». L'invasion allemande entraîne la disparition du Petit Vingtième et, de fait, la parution de Tintin au pays de l'or noir est interrompue. Au mois d'octobre 1940, Hergé rejoint le quotidien Le Soir dont la publication se poursuit sous l'impulsion de journalistes collaborateurs, parmi lesquels se trouve le nouveau rédacteur en chef, Raymond De Becker, et avec l'accord de la propagande nazie qui en fait « un instrument privilégié de pénétration de l'opinion publique ».

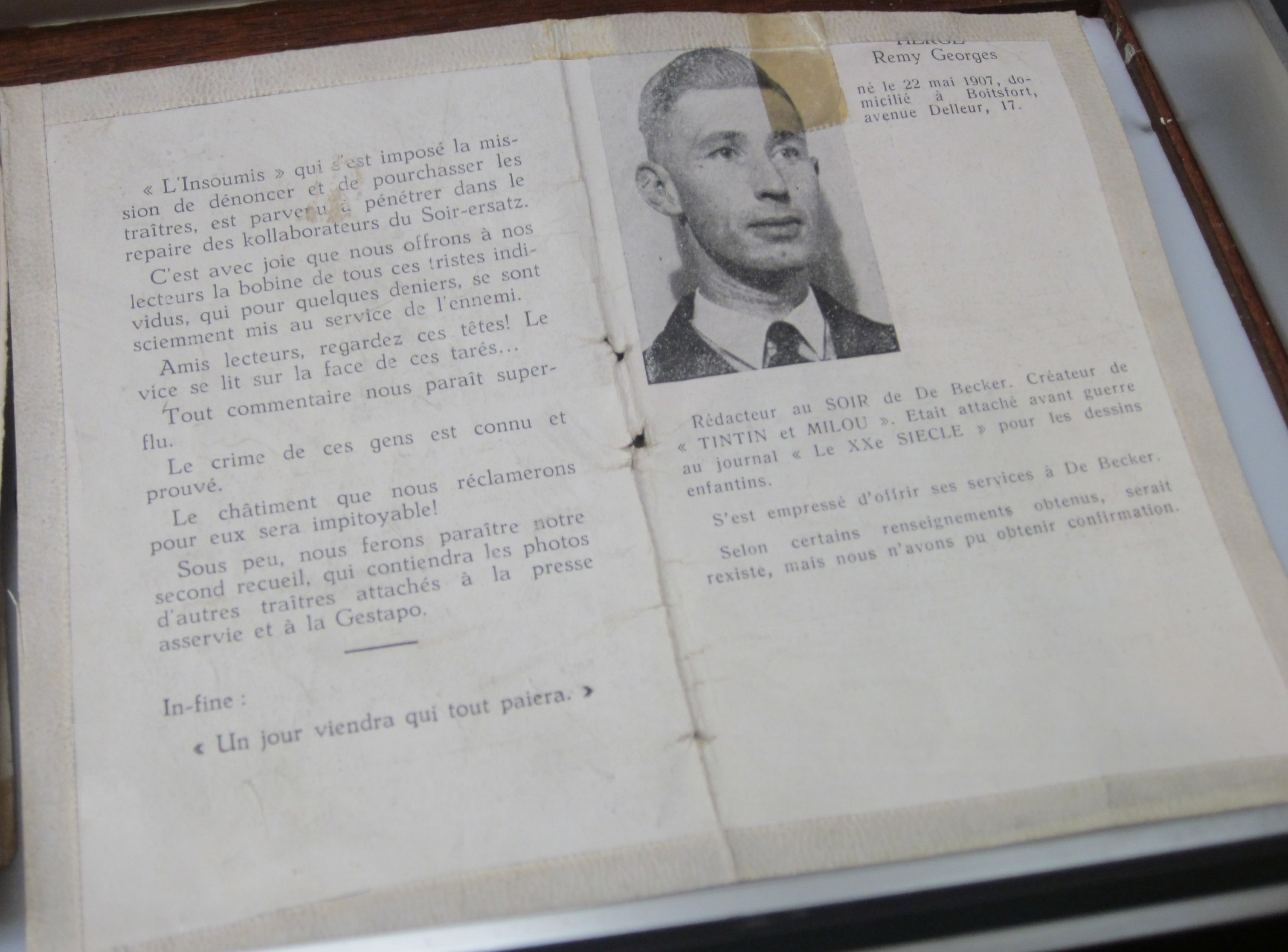
Hergé figurant dans un livre dénonçant la Galerie des traîtres après la Libération.

Dès lors, Hergé adopte une attitude qui sera par la suite considérée comme ambiguë : en acceptant de travailler sans scrupules pour un journal considéré comme « volé », l'auteur cherche avant tout à développer ses créations artistiques en profitant de l'absence de concurrence française pour s'imposer. Pour l'auteur, le rayonnement de son œuvre compte plus à ses yeux qu'une certaine éthique, et s'il semble être indifférent aux événements de son époque, l'ambiguïté de sa situation est renforcée quand il s'engage personnellement auprès des autorités allemandes pour obtenir des suppléments de papier, ou quand il présente des caricatures de commerçants juifs dans L'Étoile mystérieuse qui peuvent être considérées comme antisémites.
Dès son entrée au Soir, Hergé signe Le Crabe aux pinces d'or, immédiatement suivi de L'Étoile mystérieuse, deux aventures qui montrent les hésitations de l'auteur quant à l'orientation qu'il souhaite donner à sa série, entre engagement de son héros dans les évènements du siècle ou poursuite de ses aventures dans un univers plus imaginaire. C'est dans ce contexte que naît le diptyque formé par Le Secret de La Licorne et Le Trésor de Rackham le Rouge, une double aventure qui marque le choix de l'évasion littéraire de Tintin, un moyen pour Hergé de fuir l'actualité oppressante de son époque,.

### Écriture du scénario

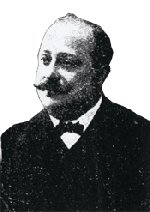
L'univers de Paul d'Ivoi influence Jacques Van Melkebeke, l'un des collaborateurs d'Hergé.

Pour mener son héros sur la piste d'un trésor caché, Hergé choisit de faire courir l'histoire sur deux albums et non plus un seul. De fait, Le Trésor de Rackham le Rouge constitue le prolongement du Secret de La Licorne. Ces deux albums ne sont pas indépendants l'un de l'autre mais bien conçus comme un seul et même ensemble. Ce procédé, qui est à nouveau utilisé par Hergé dans les aventures suivantes, permet à Hergé de « laisser libre cours à ses talents de conteur », mais c'est surtout un moyen de contourner les exigences de son éditeur, Casterman, qui impose à Hergé de respecter un format à 62 pages. De fait, afin d'éviter de devoir réduire le nombre de planches de ses aventures pour leur parution en album, comme il a dû le faire précédemment pour Tintin au Congo par exemple, l'auteur se libère de la contrainte par la scission de son récit.
L'apport de Jacques Van Melkebeke est manifeste dans l'écriture du scénario de cette nouvelle aventure, au point que Benoît Peeters le considère comme le véritable « coscénariste » de ces deux albums. Grand lecteur depuis son enfance, il est imprégné de culture littéraire, au contraire d'Hergé, et son influence se ressent dans les renvois aux romans d'aventure de Jules Verne ou Paul d'Ivoi, mais aussi dans le recours à des références théologiques qui étaient absentes des premières aventures de Tintin. Ainsi les références bibliques sont nombreuses au sein de ce diptyque : si les trois maquettes de La Licorne, comme « trois frères unys », renvoient à la Trinité, la basilique Saint-Pierre de Rome est citée par le capitaine Haddock lorsque les Dupondt suggèrent qu'il a commis une erreur de calcul pour trouver l'emplacement de l'île. Enfin, l'aventure s'achève par la découverte du trésor aux pieds d'une statue de Saint-Jean l'évangéliste. Tintin le découvre en comprenant que la « croix de l'Aigle » de l'énigme est celle que tient l'apôtre, représenté en compagnie de l'aigle. Par ailleurs, Hergé assigne à son nouveau collaborateur, Edgar P. Jacobs, un rôle important dans la recherche documentaire.

### Sources et inspirations

#### Documentation maritime

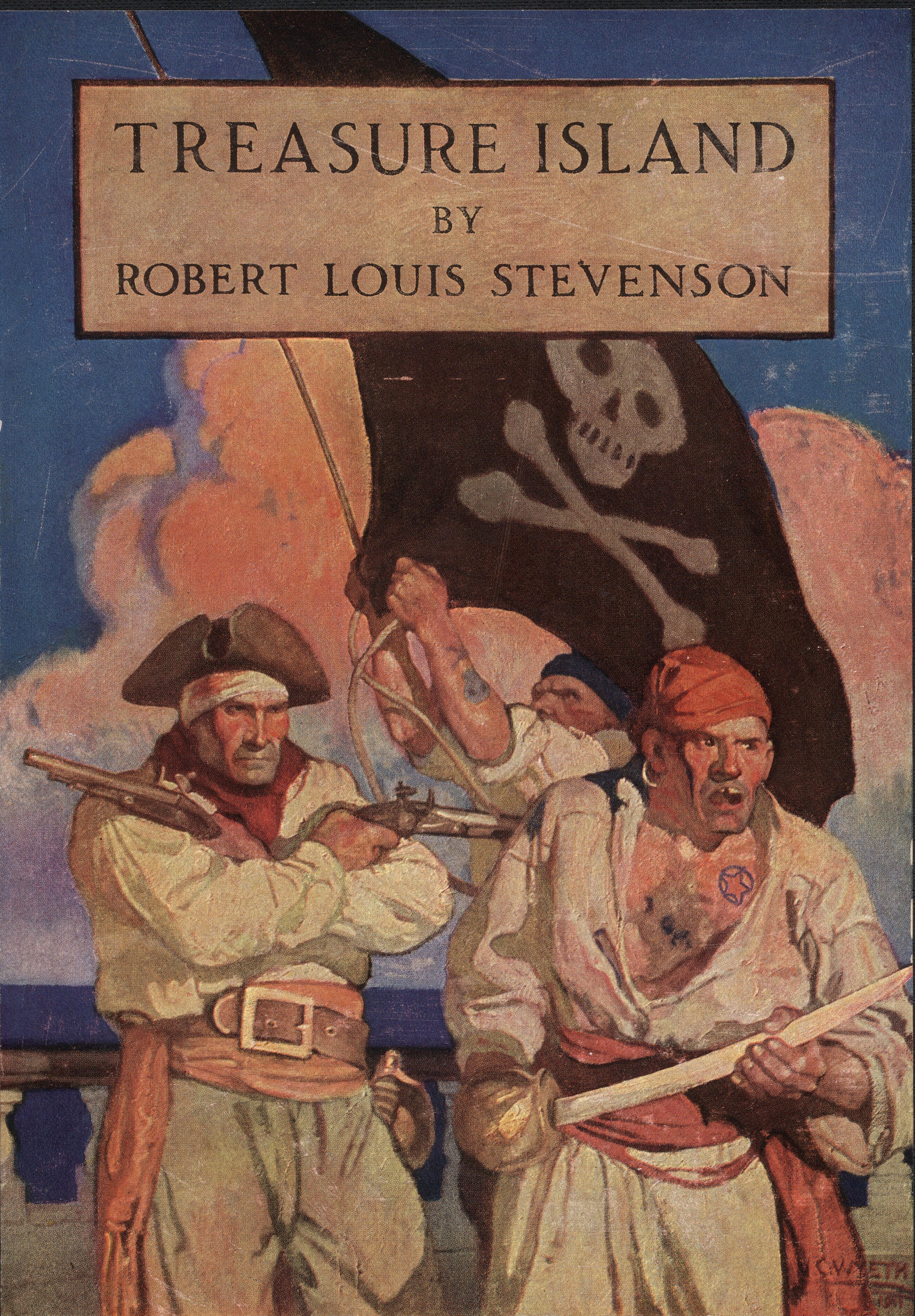
L'Île au trésor est une des inspirations de l'album.

Le monde de la mer et des bateaux n'est pas familier d'Hergé qui lui préfère celui des voitures et des avions, mais il commence à s'y intéresser vers la fin des années 1930. Ses carnets de croquis témoignent des nombreuses recherches qu'il a menées pour dessiner La Licorne et lui conférer le plus grand réalisme historique possible. Il réunit une abondante documentation par le biais de ses relations et s'appuie notamment sur la collection de maquettes du prince Rodolphe de Croÿ, mais c'est d'un navire de ligne de second rang de la Marine royale française, Le Brillant, qu'il s'inspire directement pour concevoir l'allure générale du navire. Il sollicite également son ami Gérard Liger-Belair, gérant d'un magasin de modèles réduits à Bruxelles, pour construire une maquette précise de La Licorne qui doit permettre d'une part de vérifier la conformité du vaisseau qu'il a dessiné, et d'autre part de le représenter de façon réaliste sous différents angles. Le plan de la maquette mise au point par le modéliste est ensuite mis en vente à partir du mois d'avril 1942.

#### Références littéraires

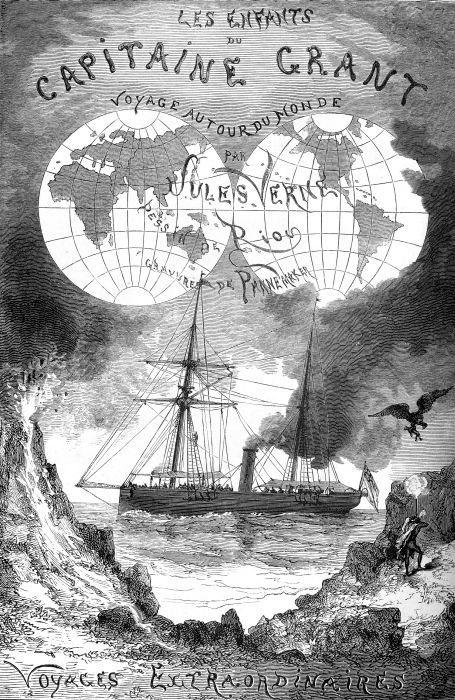
Les Enfants du capitaine Grant (1868) et Le Secret de La Licorne partagent plusieurs éléments de l'intrigue.

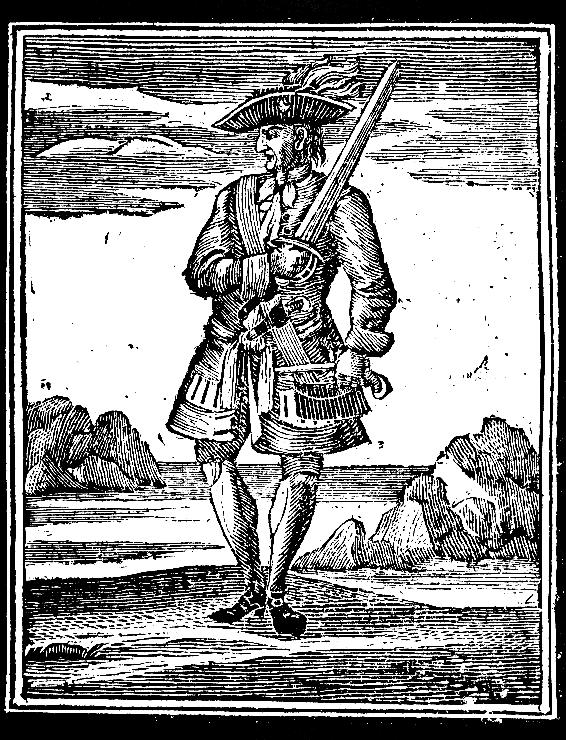
Le pirate John Rackham.

#### Décors et personnages

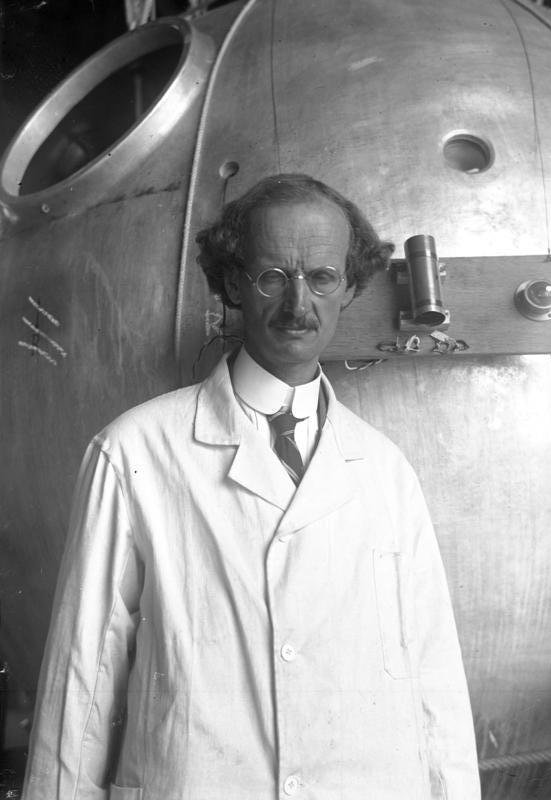
Le physicien Auguste Piccard, dont les traits sont repris pour le dessin du professeur Tournesol.

### Clins d'œil, références culturelles

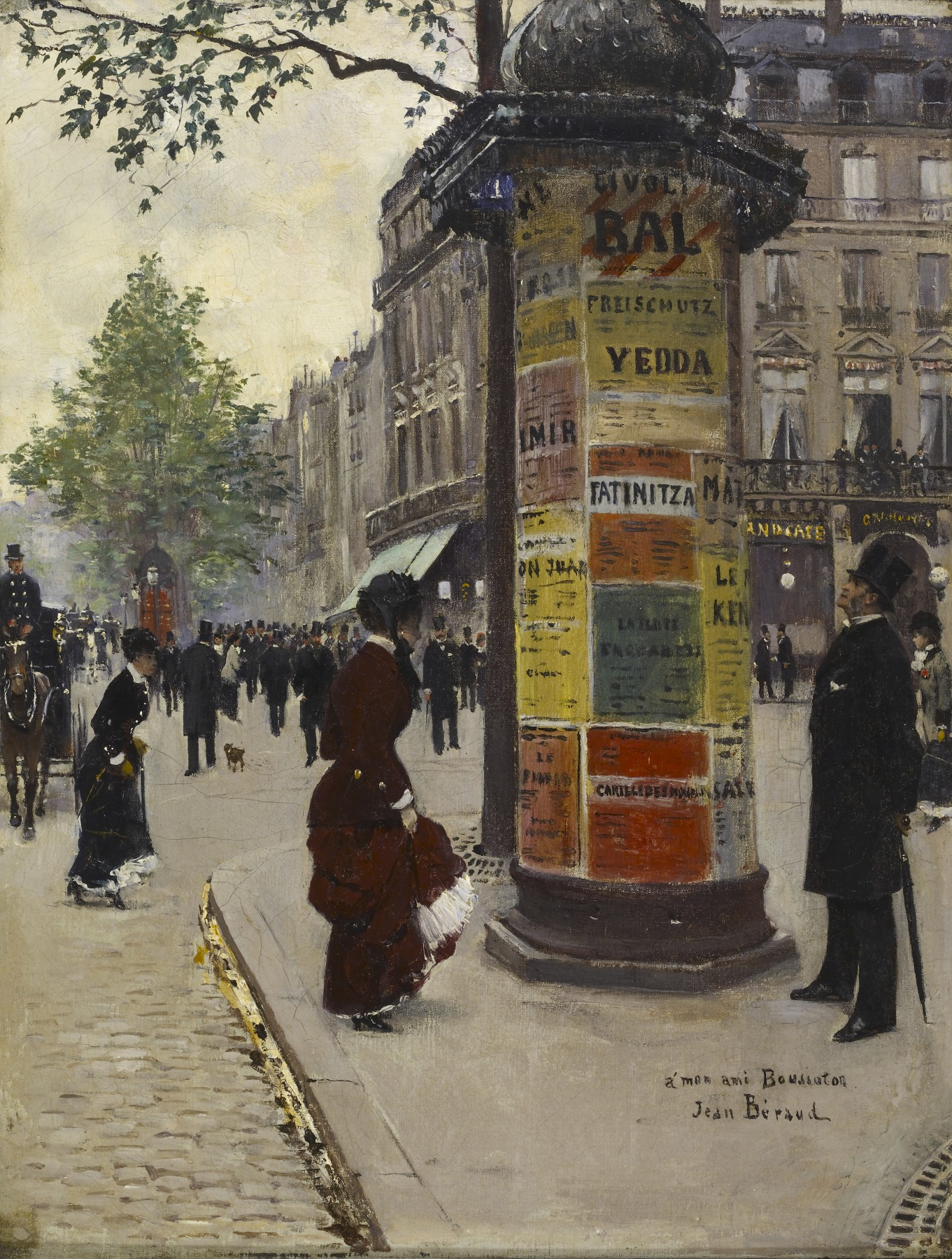
Une colonne Morris sur un tableau de Jean Béraud, vers 1880-1884.

### Renvois aux autres albums de la série

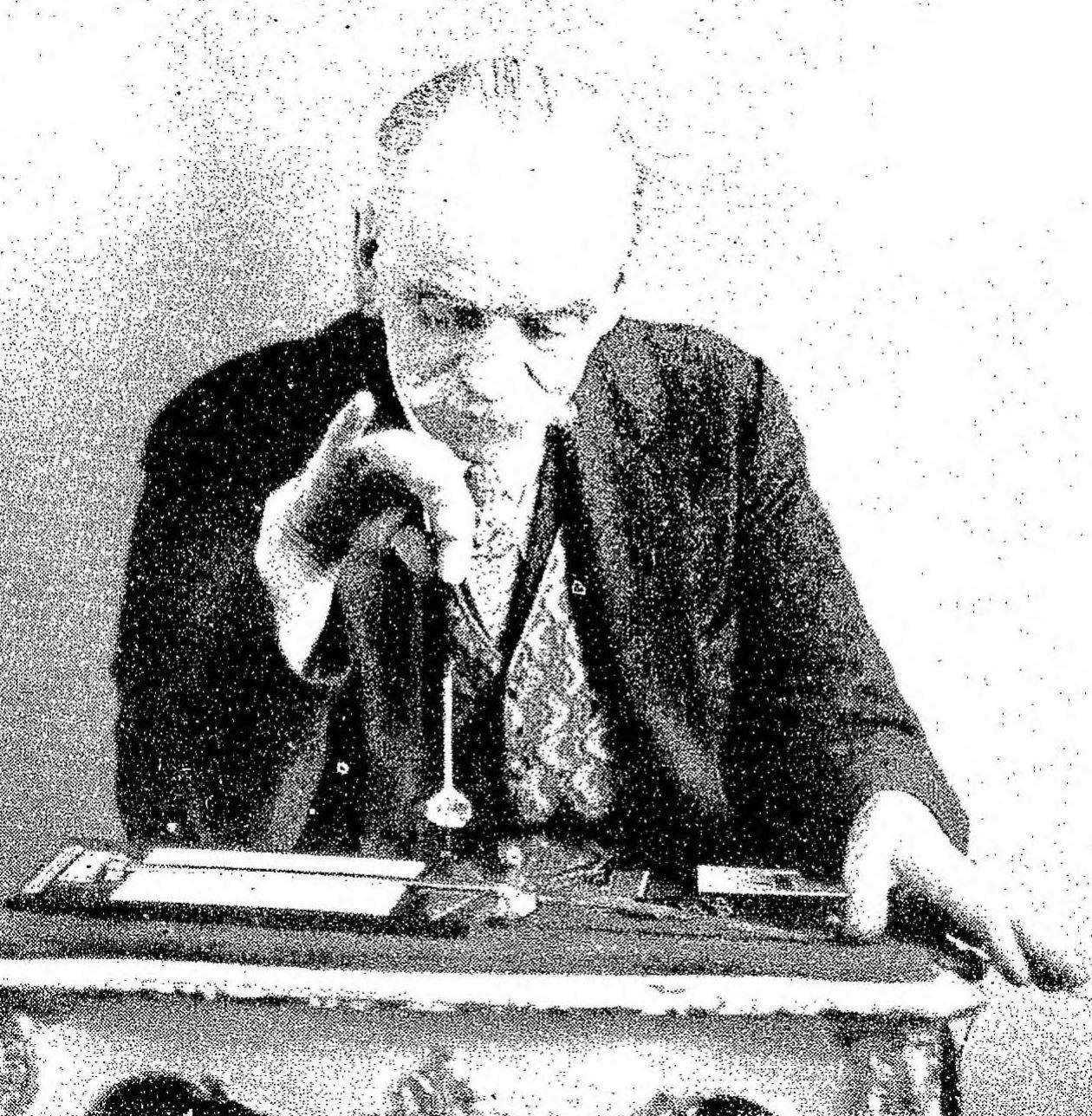
Le radiesthésiste Alfred Bovis en 1935.

#### Le génie du burlesque

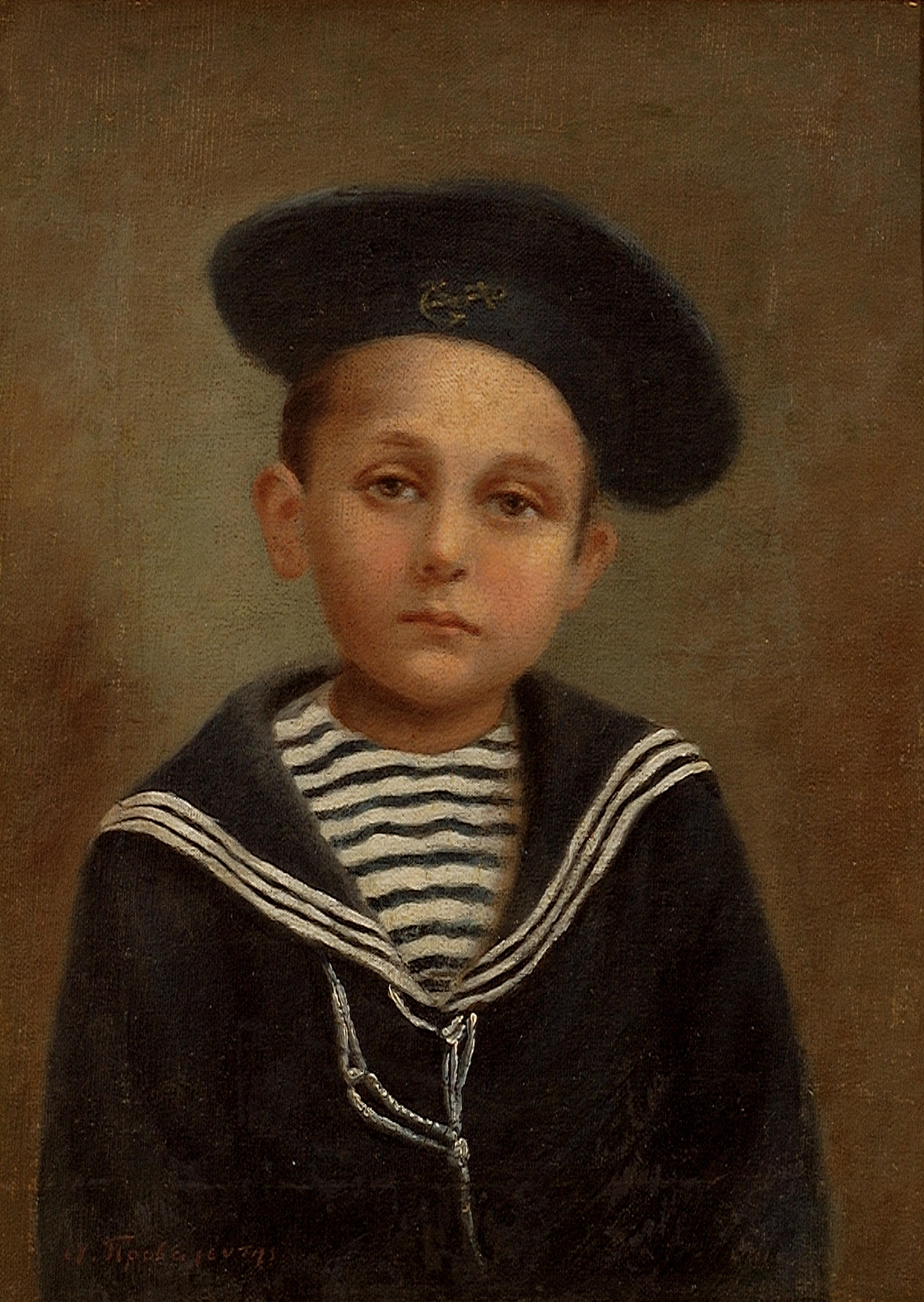
Le costume de marin adopté par les enfants et les vacanciers, toile d'Emilios Prosalentis, v. 1926.

### Style graphique

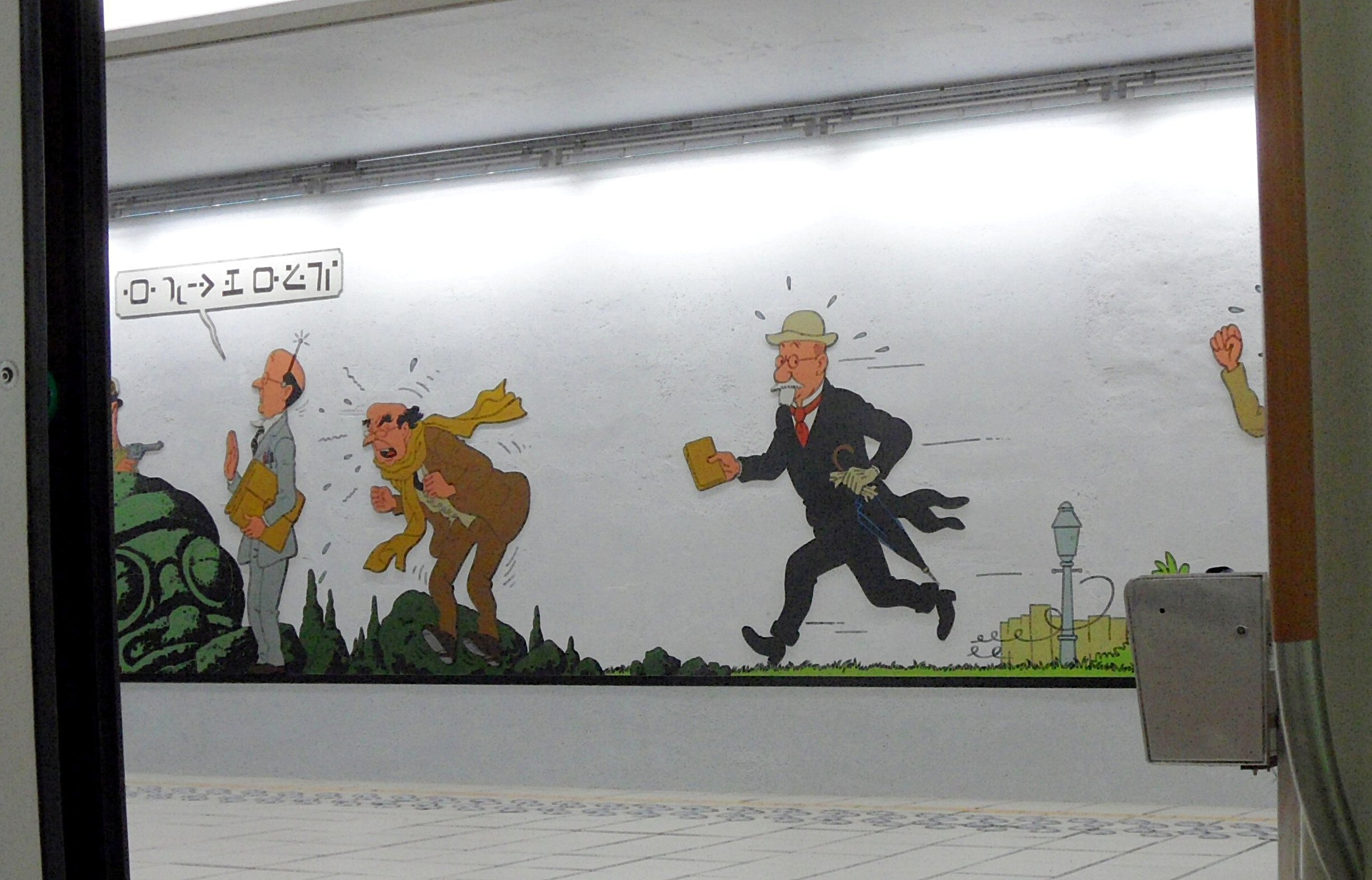
Fresque murale représentant Laszlo Carreidas et Aristide Filoselle avec les gouttes de sueur caractéristiques.